# Contea di Cass (Iowa)
La contea di Cass (in inglese Cass County) è una contea dello Stato dell'Iowa, negli Stati Uniti. La popolazione al censimento del 2000 era di 14 684 abitanti. Il capoluogo di contea è Atlantic.

## Comunità
La contea di Cass ha otto città e sedici township

### Città
- Anita
- Atlantic
- Cumberland
- Griswold
- Lewis
- Marne
- Massena
- Wiota

### Township
- Bear Grove
- Benton
- Brighton
- Cass
- Edna
- Franklin
- Grant
- Grove
- Lincoln
- Massena
- Noble
- Pleasant
- Pymosa
- Union
- Victoria
- Washington